# Salsa Mornay
Salsa Mornay /mɔʁˈnɛ/  è una salsa bianca composta, adatta ad accompagnare pesce, verdure gratinate, uova affogate, pasticci di maccheroni. È una variante della salsa besciamella.

## Storia
La salsa Mornay è documentata a partire dal 1820, con la menzione nella decima edizione de Le Cuisinier royal. Venne diffusa a Parigi da Carlo X di Francia grazie al ristorante Grand Véfour, situato sotto i portici del Palais-Royal, e prese il nome dal conte Charles e suo fratello, marchesi di Mornay, due uomini eleganti che frequentavano il ristorante. Un'altra versione afferma che questa salsa prenda il nome dal figlio del cuoco Voiron che la ideò.

## Ricetta tradizionale
La salsa è composta da besciamella (burro, farina, latte) alla quale si aggiungono panna liquida, tuorli d'uovo e formaggio (parmigiano o Emmentaler) grattugiato.